# Упа (притока Оки)
Упа́ (рос. Упа) — річка в Тульській області Росії, права притока Оки.

## Географія
Довжина 345 км, площа басейну 9510 км². Бере початок за три кілометри на північ від селища Волово, тече в межах Середньоруської височини, утворюючи великі петлі. До Тули переважае напрямок — на північ, потім річка повертає на захід. Впадає в Оку біля села Кулешово Суворовського району.
Живлення переважно снігове. Повінь з кінця березня до початку травня. Середня витрата води (за 89 км від гирла) — 40,2 м³/с. Річка замерзає в кінці листопада — грудні, розкривається в кінці березня — початку квітня.
На Упі розташовані міста Совєтськ і Тула, селище міського типу Одоєв. У Совєтську споруджено водосховище (площа 5,7 км²).

## Історія
Вже на початку залізної доби район верхньої течії річки Ока і її приток — Зуші і Упи — був населений східно-балтськими носіями верхньоокської культури (одне з досліджених городищ — Радовище — датується VI століттям до Р. Х.), в IV—VII століттях по Р. Х. асимілюють західно-балтськими носіями Мощинської культури (голядь), які, в свою чергу, були асимільовані слов'янським плем'ям в'ятичів з  VIII по X століття включно. Останніми представниками Мощинської культури був народ Голядь. Біля села Супрути Щокінського району Тульської області на правому березі річки Упи знаходиться городище Супрути, що було наприкінці IX — початку X століття високомілітарізованним слов'янським торговим центром..
Назва походить від балтського слова upe («річка»): пор. латис. Upe, лит. Upė.

## Притоки
(вказано відстань від гирла)
- 7,9 км: без назви, біля с. Омати
- 21 км: Мізгея (лв)
- 23 км: Ватця (Сира Ватця) (пр)
- 51 км: Саженка (лв)
- 85 км: стр. Мощений
- 90 км: Плава (лв)
- 98 км: Солова (лв)
- 114 км: Глутня (лв)
- 115 км: Колодня (пр)
- 130 км: Дубна
- 135 км: Волхонка (пр)
- 145 км: Рисня (пр)
- 166 км: Упка (пр)
- 176 км: Песочня (лв)
- 187 км: Непрейка
- 191 км: Волоть (пр)
- 207 км: Воронка (лв)
- 210 км: Тулиця (пр)
- 212 км: Рогожня (лв)
- 213 км: Шегловський стр. (пр)
- 223 км: Бежка (пр)
- 226 км: Сежа (пр)
- 231 км: Шат (Шатське водосховище)
- 236 км: без назви, біля с. Червона Упа
- 244 км: Шиворонь (пр)
- 257 км: Скоморошка (?)
- 260 км: Деготня (лв)
- 286 км: Лебягожка (пр)
- 293 км: Уперта (пр)